# Biel (Goms)
Biel (toponimo tedesco) è una frazione del comune svizzero di Goms, nel Canton Vallese (distretto di Goms).

## Storia

Il territorio del comune di Biel prima degli accorpamenti comunali del 2000

Già comune autonomo, nel 2000 è stato accorpato agli altri comuni soppressi di Ritzingen e Selkingen per formare il nuovo comune di Grafschaft, il quale a sua volta nel 2017 è stato accorpato agli altri comuni soppressi di Blitzingen, Münster-Geschinen, Niederwald e Reckingen-Gluringen per formare il nuovo comune di Goms.

## Società

### Evoluzione demografica
L'evoluzione demografica è riportata nella seguente tabella:
Abitanti censiti

## Infrastrutture e trasporti

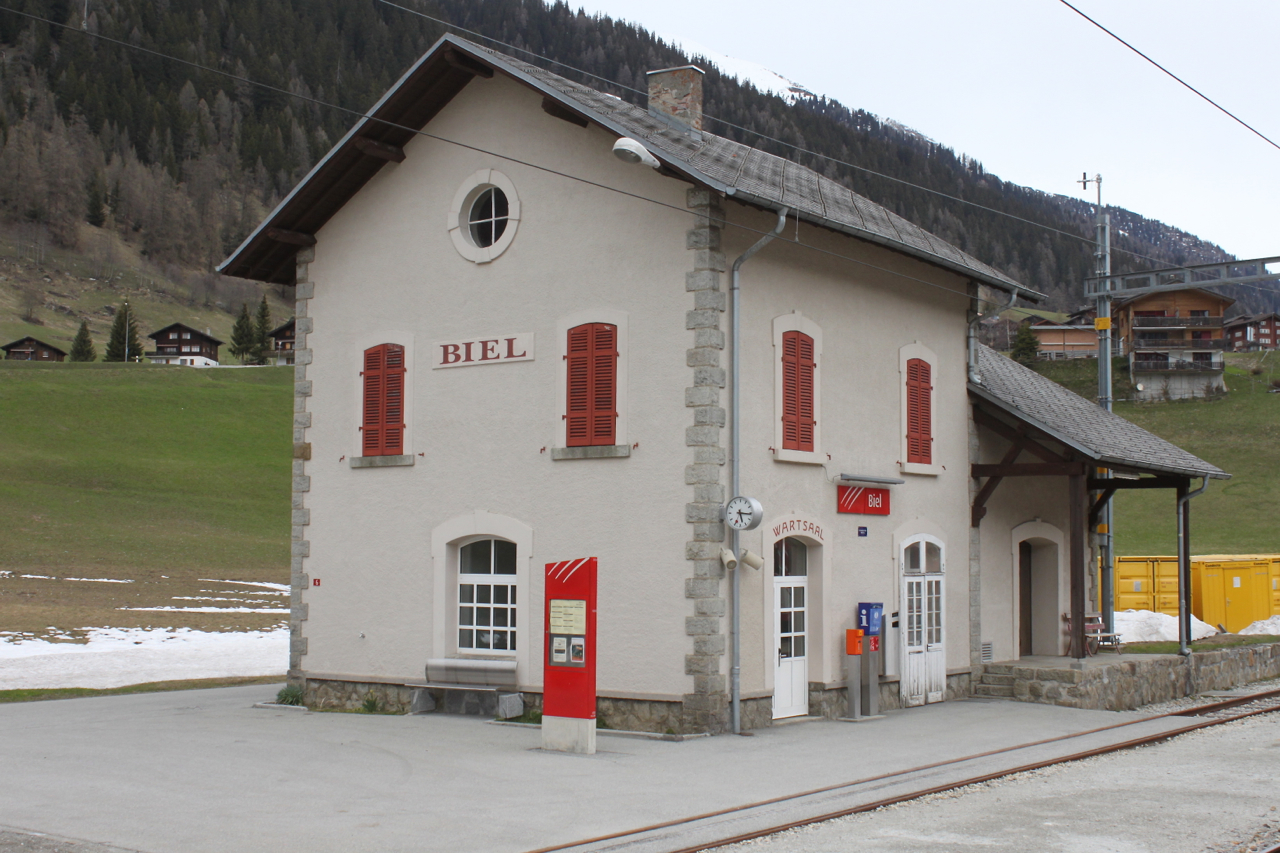
La stazione di Biel

Biel è servito dall'omonima stazione, sulla ferrovia del Furka-Oberalp.

## Amministrazione
Ogni famiglia originaria del luogo fa parte del cosiddetto comune patriziale e ha la responsabilità della manutenzione di ogni bene ricadente all'interno dei confini della frazione.